# بييرو بيتيللو
بييرو بيتيللو (بالإيطالية: Piero Betello)‏ لاعب كرة قدم إيطالي في مركز خط الوسط (ولد في 11 يناير 1935 في روما) لعب 4 مواسم (29 مباراة، هدف واحد) في دوري الدرجة الأولى الإيطالي لنادي روما.